# ریازانوو
ریازانوو (به لاتین: Ryazanovo) یک منطقهٔ مسکونی در روسیه است که در استان آرخانگلسک واقع شده‌است.